# Knevelmeerkat
De knevelmeerkat, blauwlipmeerkat, snormeerkat of knevelmakako (Cercopithecus cephus) is een aap van het geslacht echte meerkatten (Cercopithecus). De wetenschappelijke naam van de soort werd in 1758 als Simia cephus gepubliceerd door Carl Linnaeus.

## Kenmerken
De knevelmeerkat heeft een zwart met blauwe tekening rond de ogen en wangen. Hij heeft een witte snor onder de neus. Het lichaam is roodbruin en de staart lang en sierlijk. Hun keel en onderlichaam is wit van kleur.
Ze hebben speciale wangzakken die ze gebruiken om voedsel in op te bergen voor later, tijdens het foerageren.

## Leefwijze
De knevelmeerkat volgt een spoor van platgetrapt mos en bladeren op boomtakken door het bladerdak. Dit zijn vaak vaste routes naar voedselbronnen of schuilplaatsen.
Deze soort kan ongeveer 22 jaar oud worden.
Ze eten voornamelijk fruit, maar ook zaden, bladeren, geleedpotigen, eieren en kleine vogels maken deel uit van hun dieet.

## Voorkomen
De soort komt voor in Gabon, Congo-Brazzaville, Kameroen, Equatoriaal-Guinea, de Centraal-Afrikaanse Republiek en Angola.

## Ondersoorten
De soort heeft drie ondersoorten:
- Cercopithecus cephus cephus (Linnaeus, 1758) – komt voor in Kameroen, Equatoriaal-Guinea, noordelijk Gabon en het grootste deel van Congo-Brazzaville.
- Cercopithecus cephus cephodes Pocock, 1907 – Komt voor in zuidelijk Gabon, zuidelijk Congo-Brazzaville en Congo-Kinshasa.
- Cercopithecus cephus ngottoensis Colyn, 1999 – komt voor in het zuidwesten van de Centraal-Afrikaanse Republiek en het noordoosten van Congo-Brazzaville.

## Relatie tot de mens
Hoewel de knevelmeerkat als Niet Bedreigd op de IUCN lijst staat gaan de getallen snel omlaag door ontbossing en jacht op het dier.

## Trivia
Op 5 mei 1962 werd er een postzegel uitgebracht in Kameroen met een knevelmeerkat erop.